# Velký evangelický kostel (Panenská ulice)
Velký evangelický kostel v Bratislavě na Panenské, původně Německý evangelický kostel, postavil stavitel Matej Walch v letech 1774–76 ve strohém slohu barokního klasicismu.

## Historie
Jelikož dřevěný kostel, který stál na místě dnešního Malého kostela již nepostačoval a protože syn Marie Terezie Josef II. byl nakloněn reformaci, dovolili si bratislavští němečtí evangelíci požádat o výstavbu nového kostela. Byl vystaven podle císařského povolení s podmínkami, aby neměl věž a nesměl být ani výstavní. 30. listopadu 1776 v něm sloužil evangelický duchovní Michal Klein první Služby Boží a na následující den byl kostel posvěcen. Tehdy se jmenoval Německý evangelický kostel.

## Architektura
Krov postavil hamburský tesař neznámého jména. Krov je po architektonické, umělecké i památkové stránce skvostem a je v celé Evropě jedinečný. Pod valbovou střechou důmyslné konstrukce se skrývá monumentální centrální prostor se dvěma sbory, kolem překrytý pěti poli kleneb, které vytvářejí kvalitní akustický prostor. Na stavbě pracovali i projektanti R. Wimmer a polír D. Zimními.

## Oltář
Poprvé se na Slovensku objevil kazatelnový oltář, oltářní obraz do něj namaloval a daroval rodák Adam Friedrich Oeser.

## Varhany
Dnešní varhany jsou třetím nástrojem v historii kostela. Byly postaveny r. 1923 firmou Gebrüder Rieger - Jägerndorf na návrh tehdejšího varhaníka G. Rhodese. Autorem architektonicko-výtvarného řešení je bratislavský architekt Christian Ludwig.